# Finn Borchsenius
Finn Borchsenius (* 12. August 1959 in Aarhus) ist ein dänischer Botaniker, er wurde vor allem über seine Arbeiten zu neotropischen Palmen bekannt. Sein offizielles botanisches Autorenkürzel lautet „Borchs.“.

## Leben
Borchsenius studierte in Aarhus Biologie. Das Studium schloss er 1988 mit einem Master of Science ab. Im Dezember 1991 wurde er zum Assistant Professor in der Abteilung für Systematische Botanik berufen. Von August 1992 bis Juni 1994 war er Direktor des Herbariums der Pontifícia Universidad Católica del Ecuador in Quito in Ecuador.
Er arbeitet vor allem an den Palmengewächsen (Arecaceae) und den Araliengewächsen (Araliaceae). Bislang konnte er über 30 Originalbeiträge veröffentlichen und mehrere neue Arten erstbeschreiben.

## Werke
- Finn Borchsenius, Rodrigo Bernal: Aiphanes (Palmae). In: Finn Borchsenius, Rodrigo Bernal (Hrsg.): Flora Neotropica. Band 70. The New York Botanical Garden, 1996, ISBN 0-89327-408-9, ISSN 0071-5794.